# A Jolt for the Janitor
A Jolt for the Janitor è un cortometraggio muto del 1913 diretto da Charles H. France.

## Produzione
Il film fu prodotto dalla Selig Polyscope Company.

## Distribuzione
Distribuito dalla General Film Company, il film - un cortometraggio di 150 metri - uscì nelle sale cinematografiche statunitensi l'8 luglio 1913. Nelle proiezioni, veniva programmato con il sistema dello split reel, accorpato in un'unica bobina con un altro cortometraggio prodotto dalla Selig, il cartoon Old Doc Yak.